# Großsteingrab Gandløse Bys Jorder 4
Das Großsteingrab Gandløse Bys Jorder 4 ist eine megalithische Grabanlage der jungsteinzeitlichen Nordgruppe der Trichterbecherkultur im Kirchspiel Ganløse in der dänischen Kommune Egedal.

## Lage
Das Grab liegt östlich von Ganløse, östlich der Straße Moseskrænten. In der näheren Umgebung gibt bzw. gab es zahlreiche weitere megalithische Grabanlagen.

## Forschungsgeschichte
In den Jahren 1875 und 1942 führten Mitarbeiter des Dänischen Nationalmuseums Dokumentationen der Fundstelle durch. 1883 wurden Zeichnungen des Grabes angefertigt. Eine weitere Dokumentation erfolgte 1982 durch Mitarbeiter der Forst- und Naturbehörde.

## Beschreibung
Die Anlage besitzt eine ovale Hügelschüttung mit einer Länge von 6 m, einer Breite von 5 m und einer erhaltenen Höhe von 0,85 m. Eine ursprünglich vorhandene steinerne Umfassung wurde bereits vor 1875 vollständig entfernt.
In der Mitte des Hügels befindet sich eine Grabkammer, die als Urdolmen anzusprechen ist. Sie ist nord-südlich orientiert und hat einen rechteckigen Grundriss. Sie hat eine Länge von 2,5 m und eine Breite von 1,1 m. Die Kammer besteht aus zwei Wandsteinen an der westlichen Langseite, einem Wandstein an der östlichen Langseite und einem Abschlussstein an der nördlichen Schmalseite. Die Südseite ist offen. Auf den Wandsteinen liegt ein einzelner Deckstein auf. Er hat eine Länge von 3 m, eine Breite von 1,9 m und eine Dicke zwischen 1,5 m und 1,6 m.